# 信国 (初代)
初代 信国（しょだい のぶくに、生没年不詳（応安2年（1369年）没か）、命日5月14日追号實山一峯）は、南北朝時代の山城国（京都）の刀工で了戒（正応3年（1290年） - 正和3年（1314年）の在銘刀）の弟子。来－了戒様式に加え、長谷部国重とともに山城国に相州伝を残す。大進房様式の梵字・刀身彫は行光－正宗－貞宗から信国にも継承される。
信国派の祖。新藤氏か。

## 生涯
在世中の文書は未出で文明15年（1483年）頃の『能阿弥本銘尽』に「信国 五条坊門堀河ニ住ス 今ニ信国ト打 建武（1334年-1335年）ノ比ヨリ二三代イツレモ信国ト打」と記されるが建武銘は現存せず、通説は「延文三年（1358年）十二月日」（短刀）頃から貞治五年（1366年）十月（短刀、1941年重要文化財指定）頃までとし、建武説を要検討としている（）。
筑前初代信国吉貞が慶長6年（1601年）に記した注2には、「元応（1319年-1320年）頃（中略）帝ヨリ勅勘有（中略）末世ニ名ヲ留メント了戒手ニ付キ鍛冶執行数十年（中略）以後京五條坊門ニ住ミ、初テ信國ト打」と記されており、能阿弥本どおり建武信国もあり得る。
享保4年(1719年)、徳川吉宗の「享保諸国鍛冶御改」で信国重包が藩へ届出た「信国系図」に「初代信国　延文年中五条坊門ニ住ス　元来来国行伝ヲ受後鎌倉貞宗伝ヲ受初テ信国ト打」と記され、また、信国吉貞と別系図の注1にも「国吉－国行－国俊－来国俊－了戒－国久－信国 長谷部式部丞京五条坊門住ス延文比鎌倉貞宗門入テ伝授」と記される。
了戒との関係は諸説あり『長享本銘尽』では以下のとおり。
```
信久－信国┬信定
　　　　  └定国　後ニ信国ト打口伝在之
```

有力説は『元亀元年刀剣目利書』である
```
了戒┬了久信－信久┬信国祖父─信国親┬信国孫┬信光
　　└国久　　  　└信国源五郎 　  └了一　└定国
```

貞宗との関係は慶長16年（1611年）頃筆『古今銘尽』に「鎌倉貞宗老後ノ時鍛冶稽古す延文ノ比 此作信久子と云相違也国久子也（中略）右ノ一類系図にくわしく見えたり」と記される。

## 作風
来・了戒様式の直刃と正宗・貞宗様式の沸出来で湾れ刃文に金筋、砂流し、大進房様式の梵字・刀身彫、茎先は栗尻を特徴とする。
没後200年ほど経った永禄元年（1558年）の『三好下野入道口伝』に「正宗など似せたる多し」と誤伝されるほどである。

## 作品
初代とされる作は以下の通り。
重要文化財
- 短刀　銘「信國」（1955年指定、個人蔵）[8]
- 脇指　無銘 伝信國（天蓋・金剛界大日如来種子・蓮台・鍬形・三鈷柄剣の彫物）（京都国立博物館蔵：館贓品データベースで「信国」重要文化財で検索）
- 短刀　銘「信國」裏「貞治五年十月」九寸二分五厘（1941年指定、大阪府、個人蔵）[15][16][17][18]

重要美術品
- 脇指　銘「信國」（不動明王種子・三鈷柄剣）東京：個人蔵[19]
- 短刀　銘「信國 「延文三年十二月日」九寸一分 [15]

その他
- 短刀　銘「信國　康安元年ニ」[15]

## 伝説
「源左衛門尉」（応永頃）の源を本姓と見るか諸説がある。注2には「元応頃帝ニ源氏大夫ト云公家有リ（中略）」とあるが、四代信国（豊前初代）から源姓を後花園天皇より賜るとも記される。